# William Edmondstoune Aytoun
William Edmondstoune Aytoun, född den 21 juni 1813, död den 4 augusti 1865, var en skotsk diktare och lärd.
Aytoun blev 1840 advokat och 1845 professor i retorik och vitterhet vid Edinburghs universitet. År 1854 övertog han redigerandet av "Blackwood's Magazine". 
Aytoun inlade förtjänster som samlare av skotsk folkpoesi (Ballads of Scotland, 1858) och diktade i Walter Scotts anda Lays of the Scottish Cavaliers (1849).